# Canoagem nos Jogos Pan-Americanos de 2023 - K-2 500 m masculino
A competição do K-2 500 m masculino da canoagem nos Jogos Pan-Americanos de 2023 foi disputada entre 1 e 3 de novembro de 2023 na Lagoa Grande, em San Pedro de la Paz. Um total de 18 canoístas de nove Comitês Olímpicos Nacionais (CON) participaram do evento.
A prova do K-2 masculino foi alterada de 1000 metros, como foi disputada nos jogos anteriores, para os 500 metros.

## Calendário
Horário local (UTC−3).
| Data          | Hora  | Fase          |
| ------------- | ----- | ------------- |
| 1 de novembro | 9:20  | Eliminatórias |
| 1 de novembro | 11:20 | Semifinal     |
| 3 de novembro | 9:20  | Final         |

## Medalhistas
| Ouro   | CAN Ian Gaudet e Simon McTavish       |
| Prata  | ARG Gonzalo Lo Moro e Agustín Vernice |
| Bronze | USA Jonas Ecker e Aaron Small         |

## Resultados

### Eliminatórias
Os dois primeiros de cada bateria se classificam à final e os restantes disputam a semifinal.
Bateria 1
| Pos. | Canoístas                       | CON                | Tempo   | Notas |
| ---- | ------------------------------- | ------------------ | ------- | ----- |
| 1    | Gonzalo Lo Moro Agustín Vernice | ARG Argentina      | 1:31.59 | F     |
| 2    | Jonas Ecker Aaron Small         | USA Estados Unidos | 1:33.66 | F     |
| 3    | Robert Benítez Yan Carlos Same  | CUB Cuba           | 1:38.84 | SF    |
| 4    | Erick Cabrera Matías Otero      | URU Uruguai        | 1:48.79 | SF    |
| 5    | Eddy Barranco Rodrigo González  | PUR Porto Rico     | 1:51.49 | SF    |

Bateria 2
| Pos. | Canoístas                               | CON        | Tempo   | Notas |
| ---- | --------------------------------------- | ---------- | ------- | ----- |
| 1    | Ian Gaudet Simon McTavish               | CAN Canadá | 1:32.50 | F     |
| 2    | Camilo Valdés Marcelo Godoy             | CHI Chile  | 1:33.24 | F     |
| 3    | Heuer Rodrigues Roberto Maehler         | BRA Brasil | 1:34.87 | SF    |
| 4    | Juan Fernando Rodríguez Alberto Briones | MEX México | 1:35.76 | SF    |

### Semifinal
Os quatro primeiros se classificam à final e o último colocado é eliminado.
| Pos. | Canoístas                               | CON            | Tempo   | Notas |
| ---- | --------------------------------------- | -------------- | ------- | ----- |
| 1    | Robert Benítez Yan Carlos Same          | CUB Cuba       | 1:36.73 | F     |
| 2    | Juan Fernando Rodríguez Alberto Briones | MEX México     | 1:38.66 | F     |
| 3    | Heuer Rodrigues Roberto Maehler         | BRA Brasil     | 1:40.10 | F     |
| 4    | Erick Cabrera Matías Otero              | URU Uruguai    | 1:44.29 | F     |
| 5    | Eddy Barranco Rodrigo González          | PUR Porto Rico | 1:50.43 |       |

### Final
Na final se definem as posições de todos os canoístas e os medalhistas.
| Pos.              | Canoístas                               | CON                | Tempo   | Notas |
| ----------------- | --------------------------------------- | ------------------ | ------- | ----- |
| Medalha de ouro   | Ian Gaudet Simon McTavish               | CAN Canadá         | 1:30.45 |       |
| Medalha de prata  | Gonzalo Lo Moro Agustín Vernice         | ARG Argentina      | 1:31.25 |       |
| Medalha de bronze | Jonas Ecker Aaron Small                 | USA Estados Unidos | 1:31.48 |       |
| 4                 | Erick Cabrera Matías Otero              | URU Uruguai        | 1:32.85 |       |
| 5                 | Camilo Valdés Marcelo Godoy             | CHI Chile          | 1:34.54 |       |
| 6                 | Heuer Rodrigues Roberto Maehler         | BRA Brasil         | 1:34.79 |       |
| 7                 | Juan Fernando Rodríguez Alberto Briones | MEX México         | 1:35.71 |       |
| 8                 | Robert Benítez Yan Carlos Same          | CUB Cuba           | 1:36.94 |       |